# Louis Ier de Thouars
Pour les articles homonymes, voir Louis Ier.
Louis Ier de Thouars, il est né vers 1310 et mort le 7 avril 1370 à Talmont. C'est le fils de Jean Ier et de Blanche de Brabant. Il est seigneur de Talmont et seigneur de Mauléon et par son mariage avec Jeanne II de Dreux, il devient comte de Dreux.
- 29e vicomte de Thouars : 1333-1370

Il succède à son oncle Hugues II. Louis Ier fut fidèle au Roi de France Philippe VI de Valois, il servit dans l'armée de Philippe de Valois en qualité de seigneur banneret de 1338 à 1341 et il participe à partir de 1338 à la lutte contre le Roi d'Angleterre Édouard III. De même il est présent aux côtés du Roi Jean le Bon lors de la défaite de Poitiers le 19 septembre 1356. Par le Traité de Brétigny (8 mai 1360) la Vicomté de Thouars passe sous la tutelle Anglaise et l'anglais Jean de Chandos prend possession de la ville le 3 novembre 1361. La Vicomtesse Jeanne prête serment de fidélité au Roi d'Angleterre en 1363.
Louis meurt à Talmond le 7 avril 1370. C'est sa fille ainée Peronnelle qui est son héritière car ses fils Jean est mort en 1355 et le second, Simon de Thouars, Comte de Dreux est mort en 1365.

## Mariages et enfants
En 1330, il épouse en premières noces Jeanne de Dreux (fille de Jean de Dreux et de Perronnelle de Sully) et devient, du fait de sa femme, Comte de Dreux. Ils eurent deux fils et trois filles :
- Simon de Thouars, comte de Dreux († le 12 juillet 1365 lors d'un tournoi le jour de son mariage, inhumé dans la chapelle d'Eu), marié à Jeanne d'Artois (1353 † 1420),
- Jean, seigneur de La Chaize-le-Vicomte et de Mortagne (mort jeune en 1355),
- Péronnelle de Thouars, comtesse de Dreux, épousa Amaury IV de Craon, puis Clément II Tristan Rouault (arrière-grand-oncle du maréchal Joachim),
- Isabeau de Thouars, comtesse de Dreux, épouse du maréchal Guy de Nesle, puis d'Ingelger d'Amboise, et enfin de Guillaume d'Harcourt,
- Marguerite de Thouars, qui épousa en premières noces Thomas de Thouars Seigneur de Chemillé et de Mortagne ; puis Guy Turpin Seigneur de Crissay en Touraine.

En juillet 1361, il épousa Isabeau d'Avaugour (fille d'Henri IV d'Avaugour et de Jeanne d'Harcourt) veuve de Geoffroy VIII de Chateaubriand (1314-1347).